# Carausius chani
Carausius chani är en insektsart som först beskrevs av Hausleithner 1991.  Carausius chani ingår i släktet Carausius och familjen Phasmatidae. Inga underarter finns listade.